# Ewelina Pepłowska
Ewelina Maria Pepłowska, znana również jako Elina Pepłowska (ur. 10 stycznia 1887 w Kijowie, zm. 19 stycznia 1969 w Wejherowie) – polska polityczka, działaczka społeczna, posłanka na Sejm III kadencji w II RP z ramienia Stronnictwa Narodowego, członkini Narodowej Organizacji Kobiet.

## Życiorys
Ukończyła pensję Jadwigi Sikorskiej i z wyróżnieniem II Gimnazjum w Warszawie. W latach 1908–1912 studiowała na Uniwersytecie Franciszkańskim we Lwowie na Wydziale Filozoficznym lub, według innego źródła, Wydziale Filologicznym. Uczęszczała też na paryską Sorbonę.
Była współorganizatorką strajku szkolnego 1905 roku. W jej mieszkaniu w Warszawie odbywały się zebrania Komitetu Strajkowego. W 1908 została uwięziona przez władze rosyjskie i skazana na opuszczenie Królestwa Polskiego. Udała się wtedy do Lwowa, gdzie włączyła się w działalność „Zarzewia”. W okresie I wojny światowej została współzałożycielką i członkinią zarządu Polskiego Komitetu Opieki nad Jeńcami. W latach 1919–1920 była członkinią Koła Polek. Kierowała działalnością kantyny działającej przy 4 Dywizji Piechoty.
W dwudziestoleciu międzywojennym działała w Narodowej Organizacji Kobiet. Wraz z Alicją Czarlińską i Józefą Szebeko należała do Komitetu Trzech, którego zadaniem było opracowanie wytycznych ujednostajnienia prac wszystkich organizacji kobiecych w Warszawie, stojących na gruncie ideologii SN.
Od 1927 organizowała działalność Porozumienia Organizacji Współdziałających w Zwalczaniu Komunizmu, którego to w latach 1933–1936 była przewodniczącą. W 1928 została członkinią Komitetu Organizacyjnego Stronnictwa Narodowego (z ramienia OWP). Była wiceprzewodniczącą Polskiego Związku Zrzeszeń Własności Nieruchomej Miejskiej i w latach 1935–1938 Międzynarodowego Związku Właścicieli Nieruchomości Miejskich w Paryżu. W 1936 była organizatorką X Międzynarodowego Kongresu Własności Nieruchomej w Warszawie.
Podczas II wojny światowej działała w konspiracyjnej NOK oraz współpracowała z Delegaturą Rządu RP na Kraj. W czasie powstania warszawskiego zajmowała się kolportażem organu okręgu stołecznego SN, czyli „Warszawskiego Głosu Narodowego”.
Po wojnie uczyła języka angielskiego i francuskiego w liceum w Piotrkowie, a następnie w Sopocie.
Ostatnie lata swojego życia spędziła na Pomorzu. 

## Działalność i poglądy
W narodowo-niepodległościowym charakterze strajku w latach 1905–1907 kształtowały się jej poglądy polityczne i sympatia do obozu narodowego. Zanim została posłanką, uczestniczyła w pracach w organizacjach kobiecych (zwłaszcza w Narodowej Organizacji Kobiet), a od końca lat 20. XX wieku współorganizowała placówki partyjne Stronnictwa Narodowego na obszarze województwa białostockiego. Oprócz pracy poselskiej po 1930 interesowała ją publicystyka. Posłanka publikowała na łamach „Gazety Warszawskiej”, periodyku związanego ideowo z obozem narodowym.
Podejmowała szczególnie jej bliską kwestię dotyczącą „rodzinnych” Kresów południowo-wschodnich. W piśmie poruszała m.in. temat ludności polskiej zamieszkującej Kresy. Za wzór polskości uznawała młodzież polską, którą nazywała obrońcami polskości na kresowych ziemiach południowo-wschodnich. W wychowaniu narodowym Polaków młodzież ta miała być wzorcem do naśladowania, stanowiła bowiem, jak pisała, największą wartość […] wychowaną na prostych, jasnych hasłach służby Bogu i Ojczyźnie. Teraz, kiedy z taką zawziętością, groźbą i przymusem, narzuca się zasady wychowania «państwowego», w którym idea narodu jest usunięta, kiedy wśród państwowych młodych mocarstwowców szerzą się poglądy komunistyczne. Według Pepłowskiej takie wzory wychowawcze mogły stanowić alternatywę wobec upowszechnianego przez obóz rządowy tzw. wychowania państwowego młodzieży.
Inną problematyką podejmowaną przez Pepłowską były odniesienia do polskiej własności prywatnej w Polsce, w tym obrony własności przed agresywną, w jej opinii, polityką prowadzoną przez mniejszości narodowe. Wyrażała także opinie na temat wzorów poszanowania własności i obowiązujących w tej mierze w państwach Europy Zachodniej norm prawnych.
W pracy parlamentarnej Ewelina Pepłowska angażowała się w kwestie dotyczące spraw gospodarki, własności nieruchomości i budżetu (wchodziła w skład Komisji Budżetowej). Jej szczególne zainteresowania krążyły wokół spraw socjalnych, w tym gospodarki komunalnej. Posłanka interesowała się także zagadnieniami prawa podatkowego i spadkowego. Była pomysłodawczynią wniosku złożonego w 1931 w imieniu Klubu Narodowego w sprawie ustawy o ochronie lokatorów. Na mównicy sejmowej pojawiała się podczas dyskusji o podatku od nieruchomości w gminach wiejskich i miejskich, finansach publicznych, opodatkowania spadków i darowizn, 10% dodatku do opłat stemplowych i podatków pośrednich oraz 15% dodatku do podatku bezpośrednich, spadkowego i od darowizn. Pełniła również funkcję wiceprzewodniczącej polskiego i międzynarodowego Związku Właścicieli Nieruchomości Miejskiej. Na tle innych posłanek Narodowej Demokracji wyróżniała się zaangażowaniem w działalność antykomunistyczną. Publikowała teksty w periodyku „Walka z Bolszewizmem”, w którym ujawniano obecność agentur komunistycznych w Polsce, współpracowała też z Centralnym Biurem Porozumienia Organizacji Współdziałających w Zwalczaniu Komunizmu.
Angażowała się w sejmową debatę dotyczącą ustawy samorządowej, przyjętej 23 marca 1933 jako ustawa o częściowej zmianie ustroju samorządu terytorialnego. Wypowiadała się na temat prawa wybierania i wybieralności do organów ustrojowych związków samorządowych oraz wyboru wójta i ławników. Wypowiadała się też w sprawie ustawy o szkołach akademickich.
Na terenie województwa białostockiego, zwłaszcza w Łomżyńskiem, prowadziła polityczną pracę organizacyjną. W latach 30. XX wieku Ewelina Pepłowska wygłaszała odczyty w oddziałach Narodowej Organizacji Kobiet, np. w Białymstoku. Jako posłanka ziemi łomżyńskiej, przy wsparciu innych posłów Narodowej Demokracji z województwa białostockiego, brała udział w terenowych konferencjach politycznych, szczególnie na ziemi łomżyńskiej, których celem było upowszechnianie programu Stronnictwa Narodowego oraz zachęcanie uczestników spotkań do wstępowania w jego szeregi. Na przykład wiosną 1934 roku w powiatach łomżyńskim i białostockim, w siedzibach domów parafialnych i lokalnych oddziałów stowarzyszeń, odbyła szereg konferencji, w których uczestniczyła głównie młodzież. W tego rodzaju spotkaniach z udziałem posłanki udział brało nawet kilkaset osób.
W międzywojniu zachęcała kobiety do aktywności politycznej, przekonując, że zarówno panny, jak i mężatki, są obywatelkami państwa polskiego. Uświadomienie polityczne kobiet, zwłaszcza mężatek, zdaniem Pepłowskiej, pozwoliłoby im znaleźć z mężami wspólny temat i właściwie wychowywać dzieci. Promowała pozytywny wizerunek parlamentarzystek, które, mimo widocznych różnic politycznych, sumiennie pracowały na rzecz kraju.

## Rodzina
Pochodziła z rodziny ziemiańskiej, była córką Walerego Furs-Żyrkiewicza, generała Armii Imperium Rosyjskiego, i literatki Janiny z Bobińskich (ps. Hanna Krzemieniecka). Jej bratem był podpułkownik Leonard Furs-Żyrkiewicz. 20 października 1906 zawarła związek małżeński z Adolfem Wojciechem Jerzym Pepłowskim. Mieli razem syna Jerzego Walerego Adolfa. Jej teściem był adwokat i powstaniec styczniowy – Adolf Pepłowski. 12 grudnia 1916 jej małżeństwo z Adolfem Wojciechem Jerzym Pepłowskim zostało rozwiązane na mocy wyroku Warszawskiego Ewangelicko-Augsburskiego Sądu Konsystorskiego.

## Upamiętnienie
W 2020 była jedną z bohaterek wystawy „PIONIERKI. Kobiety w edukacji i nauce” prezentowanej na kampusie Uniwersytetu w Białymstoku.